# Duri Barat
Duri Barat is een bestuurslaag in het regentschap Bengkalis van de provincie Riau, Indonesië. Duri Barat telt 15.024 inwoners (volkstelling 2010).